# Victoria compsa
Victoria compsa là một loài bướm đêm trong họ Geometridae.